# Agdistis africana
Agdistis africana là một loài bướm đêm thuộc họ Pterophoridae. Loài này có ở Nam Phi. This species is known only từ the type locality, the Tsitsikamma Coastal National Park.